# Крістофер Джон Хілл
Крістофер Джон Гілл (англ. Christopher John Hill; нар. 20 листопада 1948 р.) — професор міжнародних відносин сера Патріка Шейгі в Кембриджському університеті

### Освіта
Гілл отримав освіту в Оксфордському університеті, де отримав як магістра, так і доктора філософських наук.

### Кар'єра та дослідження
З 1974—2004 навчався в Департаменті міжнародних відносин в Лондонській школі економіки та політології, де він працював професором міжнародних відносин Монтеґе Бертоном з 1991 року. Він очолював відділ політичних та міжнародних досліджень (POLIS) в Кембриджі з 2012 по 2014 рік.
Він широко опубліковував в галузі зовнішньополітичного аналізу, європейської політики та загальних міжнародних відносин. Він є колишнім головою Британської асоціації міжнародних досліджень і був обраний членом Британської академії в 2007 році. Він був членом Групи РАЕ2008 з питань політики та міжнародних досліджень.

### Вибрані публікації
- «Розрив потенціалу-очікувань або концептуалізація міжнародної ролі Європи», в Journal of Common Market Studies, vol. 31, 3 вересня 1993 р., С. 305-2
- Два світи міжнародних відносин: академіки, практики та торгівля ідеями (під редакцією Памели Бешофф), Routledge, відбиток Тейлора і Франсіса Книги Лтд, 1994. ISBN 0-415-11323-7
- Внутрішні джерела зовнішньої політики: Західноєвропейські реакції на конфлікт Фолклендських островів (зі Стеліос Ставрідіс), Berg Publishers Ltd, 1996. ISBN 1-85973-089-2
- Європейська зовнішня політика: основні документи (за редакцією Карен Е. Сміт), Routledge, відбиток Тейлора і Франсіса Книги Лтд, 2000. ISBN 0-415-15823-0
- Рішення Кабміну про зовнішню політику: британський досвід, жовтень 1938-червень 1941 р., Кембриджський університет Прес, 2002. ISBN 0-521-89402-6
- Зміна політика зовнішньої політики, Палграв Макміллан, 2003. ISBN 0-333-75423-9
- «Національний інтерес до питання: зовнішня політика в мультикультурних суспільствах» (Oxford University Press, 2013